# Варгин, Василий Васильевич
Василий Васильевич Ва́ргин (2-й) (1791—1859) — купец, текстильный фабрикант, первый монополист в России, получивший все казённые подряды на поставку сукна для армии в начале XIX века. Попал в опалу и стал «жертвою несправедливого гонения».

## Биография
Родился в семье выходца из экономических крестьян Серпуховского Владычного монастыря. Считается, что происхождение фамилии связано с тем, что в семье вязались для продажи варежки («варьги»). Ко времени его рождения семейное дело вели два брата: его отец — Василий Васильевич, записавшийся серпуховским купцом, и его дядя — тарусский купец Сергей Васильевич, которым помогали младшие, Иван и Григорий. Торговля шла не только в Москве, но и на Дону, в Риге и других местах.
Рано был привлечён к семейному делу: по достижении совершеннолетия он был отправлен в Москву, где «был представлен и очень понравился» генерал-кригскомиссару А. И. Татищеву, который предложил ему в 1808 году взять подряд на поставку холста для российской армии по таким ценам «на какие никто из прочих поставщиков, лучших промышленников и чиновников, опытнейших в делах торговли, не мог согласиться». Его практический ум, честность и энергия помогли с успехом выполнить это дело и возбудили к нему такое доверие со стороны правительства, что оно вскоре нашло возможным передать ему все казённые подряды, не только на поставку холста. Скоро Варгин стал владельцем полотняных фабрик в Вязёмах, Костроме, Переславле, приобрёл две текстильных фабрики в Москве. Во время войны 1812 года Варгин, по словам Татищева, явил себя «истинным патриотом» и оказал родине «неизмеримую заслугу, дав возможность преодолеть все трудности в заготовлении вещей и благодаря низким ценам сохранить казне многие миллионы». Тем не менее, осуществляя поставку по весьма умеренным ценам, Варгин смог хорошо разбогатеть. За заслуги во время войны Василию Васильевичу Варгину была пожалована медаль «За усердие», осыпанная бриллиантами, а также ему и его брату Борису Васильевичу было присвоено звание потомственного почётного гражданина.
Женат не был, жил в Москве, на Пятницкой улице, с матерью и отцом. Недовольные тем, как он вёл дела, его родственники (прежде всего двоюродный брат Андрей Иванович, бывший представителем торгового дома в Казани) вынудили его после 1820 года к разделу имущества. С 1822 года по разным причинам дела его пошатнулись, но он продолжал выполнять государственные подряды до 1827 года.
В 1827 году после ухода Татищева, новый военный министр А. И. Чернышёв, называвший Варгина «монополистом», попытался привлечь его к суду, якобы за недочёты и передержку казённых денег; однако комиссия под председательством генерала Волкова, назначенная для тщательного исследования деятельности, дала самый лучший отзыв о Варгине. Деятельность следующей комиссии (Стрекалова-Погодина) всё-таки привела к тому, что в 1830 году В. В. Варгин вместе с В. И. Путятой был заключён в Алексеевский равелин Петропавловской крепости; его собственность передана в опеку. Через десять дней после ареста умерла его мать, а спустя три месяца — его отец. После 13-месячного заключения, В. В. Варгин был отправлен в Выборг, претерпевал здесь крайнюю нужду и только в июне 1832 года получил позволение жить в Серпухове, а затем — в Москве. В 1835 году, когда ему были возвращены некоторые имения, Варгин вновь принялся за торговлю и поправление своего хозяйства.
Подав Александру II прошение, Варгин в 1858 году добился пересмотра своего дела: опека с него была полностью снята, имения возвращены и мнимый долг казне в миллион рублей признан не подлежащим взысканию. В следующем году он умер от «нервического удара» и был похоронен на кладбище Донского монастыря.
В его завещании было перечислено множество родственников, наиболее значительная доля наследства отдавалась назначенному в душеприказчики родному брату Василию Васильевичу и племяннику Василию Борисовичу Варгину; далее — племянницам Софье Яковлевне и Наталье Яковлевне, детям двоюродных братьев (серпуховских купцов 3-й гильдии) Филиппа Сергеевича и Ивана Сергеевича (студенту Московского университета Николаю Ивановичу и жене профессора химии университета Марии Ивановне Лясковской), двоюродным братьям Сергею Ивановичу и Афанасию Ивановичам (серпуховские купцы 3-й гильдии), детям умершей сестры Марии Васильевны Телепнёвой и сестры Анисьи Васильевны Игнатовой и проч.

## Домовладелец и меценат
К 1818 году, когда был утверждён план обустройства Театральной площади, В. В. Варгин выкупил полностью эти участки. В 1824 году он отдал Дирекции императорских театров здание для театра (ныне Малый театр), которое в 1835 году было велено взять в казну за 375 тысяч рублей с рассрочкой выплаты из государственного казначейства в 10 лет (таким образом, дом, «стоивший Варгину более миллиона, со всей находившейся в нём движимостью — мебелью, зеркалами, бронзой, машинами и пр. <…> был взят у Варгина почти даром»).
На углу Никольского переулка и Ильинки (Городская часть, 3-й квартал, № 93) В. В. Варгин имел дом, переданный Серпуховскому городскому обществу.
На месте дома № 21 по Кузнецкому мосту находилось владение (Мясницкая часть, 1-й квартал, № 64)), купленное В. В. Варгиным в 1819 году, которое посещали А. Ф. Мерзляков, братья Н. А. Полевой и К. А. Полевой, Н. В. Гоголь. По завещанию перешло к М. И. Лясковской.
Меблированные комнаты Варгина находились в здании на Тверской улице (Тверская часть, 5-й квартал, № 429), где ныне стоит дом № 8. Впоследствии дом принадлежал В. Н. Лясковскому, сыну М. И. Лясковской.
После пожара 1812 года владение купца Р. И. Журавлёва на Пятницкой улице было приобретено купцами братьями Варгиными: Василием, Борисом и Яковом Васильевичами. В одном из восстановленных домов (Пятницкая часть, 2-й квартал, № 174), ныне № 12, жил Лев Толстой со старшим братом Николаем и сестрой Марией; здесь он писал своих «Казаков». Здесь находилась также Московская складочная таможня.
В Лефортово Варгин имел дом (Лефортовская часть, 6-й квартал, № 791) на месте нынешнего № 3 по улице Фридриха Энгельса.
В Сущевской части Варгин владел домом под номером 192 и 193, в 1830 году часть помещений сдавал внаем под трактир или торговые помещения.

## Комментарии
1. ↑  

Недвижимое его имение составляло: 1)дома: Городской ч. 3 кв. под № 93 и 95, той же ч. 4. кв. под № 162 и 164. Мясницкой ч. 1 кварт. под № 64. Тверской ч. 5. кв. № 429. Сущевской ч. 1 кв. под № 310 и 211. Пятницкой ч. 2 кв. под № 174. Лефортовской ч. 6 кв. под № 7912(?). Лавки в Городск. ч. в новом суворовском ряду под № 3,5,6,12 и 13. В Старом суворовском ряду под № 3,5,6,12 и 13, в старом суворовском ряду под № 58. в Шпажном ряду под № 19 и 20. в Смоленском Суконном ряду под № 5 и 11. в Московском Суконном ряду под № 5 и в Крашенинном ряду под № 38. в Городской же части в гостинном дворе амбар под № 102. и в Серпухове земли с каменным на ней строением, в приходе церкви Богоявления Господня.
— Ушаков А. С. Наше купечество и торговля с серьёзной и карикатурной стороны. — С. XI